# Jordi Arbonès i Freixas
Jordi Arbonès i Freixas, conegut amb el pseudònim «nif», (Calella de Palafrugell, 2 de setembre de 1956) és un escriptor català, cuiner de professió. Col·labora amb el setmanari El Temps, amb el diari El Punt i altres mitjans locals gironins. També treballa com a guionista en documentals de televisió. Ha conreat diversos gèneres i ha recollit importants premis literaris de la llengua catalana.

## Obra publicada

### Narrativa breu
- 1983 Miratges
- 1986 Pecat mortal
- 1988 Cresta
- 2000 No era la meva lletra

### Novel·la
- 1991 Carn a les bèsties
- 1994 Ruleta dolça
- 1997 L'agulla de plata
- 2001 L'escala de Richter
- 2002 Matèria fràgil
- 2006 Cavaller de fortuna

### No ficció
- 1997 L'Empordà, terra de pas
- 1999 La Catalunya residual: els ecologistes, els poderosos del segle XXI?
- 2003 Girona. El pes de la metròpoli

### Teatre
- 1998 Klaus i Mortimer

## Premis literaris
- 1990 Documenta per Carn a les bèsties
- 1998 Premi Joan Santamaria de teatre per Klaus i Mortimer
- 2001 Carlemany per L'escala de Richter
- 2002 Prudenci Bertrana per Matèria fràgil